# Rörelsen för marschen mot Washington

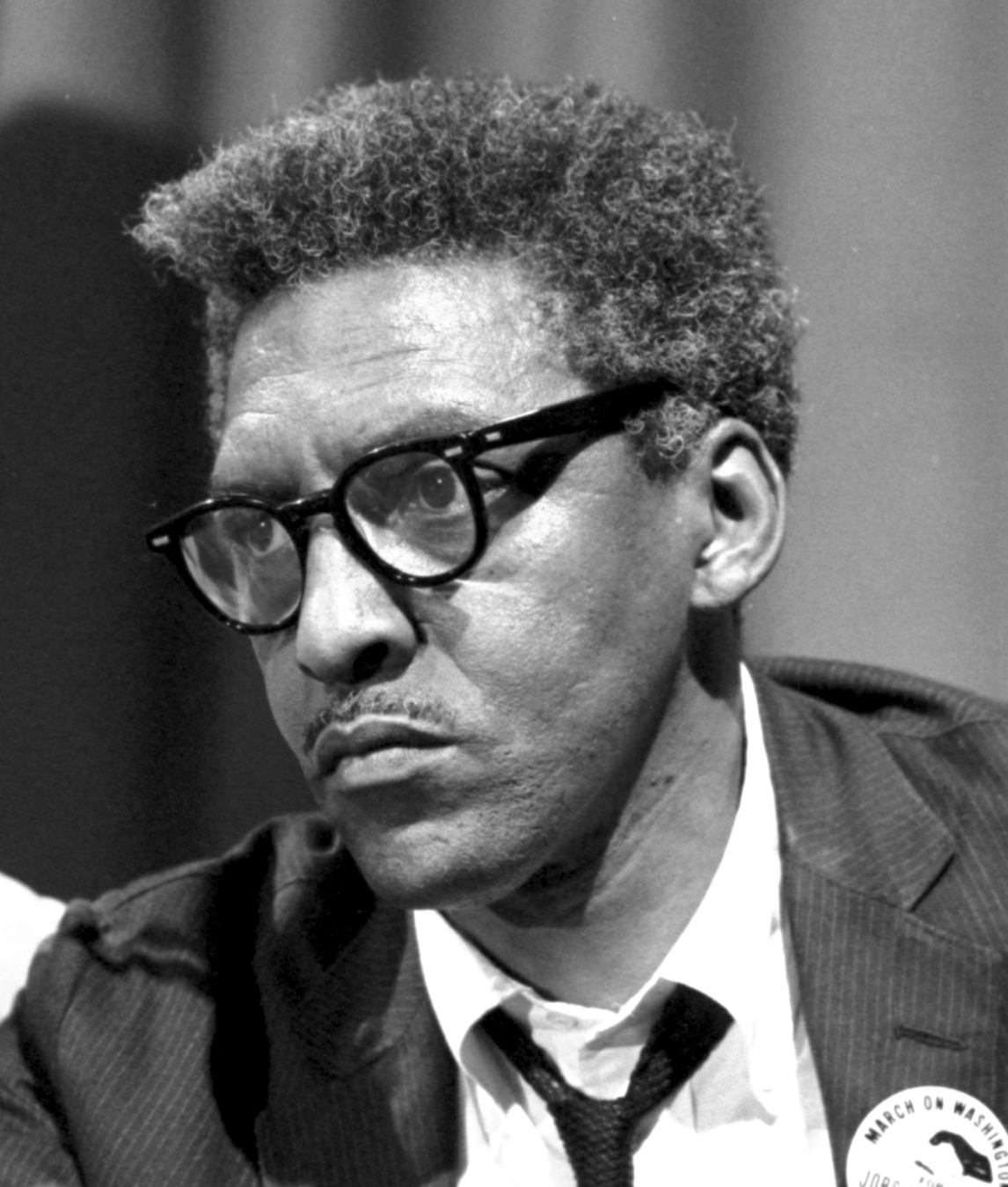
Bayard Rustin, 1963.

Rörelsen för marschen mot Washington, March on Washington Movement (MOWM), var en rörelse som mellan 1941 och 1946 arbetade för en stor marsch till Washington D.C.. Rörelsen, som grundades av Philip Randolph och Bayard Rustin, ville sätta press på den amerikanska regeringen så att de skulle desegregera försvarsmakten och skapa rättvisa arbetstillfällen för afroamerikaner. Trots namnet ledde aldrig rörelsens arbete till någon marsch under den aktuella tiden, eftersom Randolphs krav uppfylldes innan marschen hann arrangeras. Martin Luther King var starkt influerad av Randolph och hans åsikter.